# Silmidougou (Rouko)
Pour les articles homonymes, voir Silmidougou.
Silmidougou est une localité située dans le département de Rouko de la province du Bam dans la région Centre-Nord. En 2006, cette localité comptait 1 552 habitants dont 52% de femmes.

## Éducation et santé
Le centre de soins le plus proche de Silmidougou est le centre de santé et de promotion sociale (CSPS) de Rouko tandis que le centre médical avec antenne chirurgicale (CMA) de la province se trouve à Kongoussi.